# Кубанка (Тоцкий район)
Куба́нка — посёлок в Тоцком районе Оренбургской области. Входит в состав Суворовского сельсовета.

## История
В 1966 году указом Президиума Верховного Совета РСФСР посёлок отделения № 6 совхоза «Тоцкий» переименован в Кубанку.

## Население
| 2010 |
| ---- |
| 10   |